# Bruno Hampel
Bruno Hampel (* 23. Dezember 1920 in Berlin; † 16. September 1996 in München) war ein deutscher Autor und Drehbuchautor.
Hampel arbeitete nach der Erlangung des Abiturs und der Ableistung des Kriegsdienstes von 1954 bis 1960 als Redakteur, bevor er sich als freier Autor betätigte.
Als Heinz Glogau verfasste er mehrere Romane. In der Öffentlichkeit ist er als Autor von rund 130 Büchern zu TV-Filmen und Fernsehserien bekannt.
Als Krimiautor profilierte er sich in der 39-teiligen Fernsehkrimiserie Kommissar Freytag (1963–1966) mit Konrad Georg, für die er sämtliche Drehbücher lieferte. In den 1960er Jahren schrieb er außerdem viele Bücher für die Fernsehreihen Das Kriminalmuseum, Die fünfte Kolonne und Polizeifunk ruft, in den 1970er Jahren folgten Episoden für Hamburg Transit, den Tatort (unter anderem Pleitegeier) und Der Alte.
Hampel verstand es, Kriminalgeschichten zu erzählen, die logisch durchdacht waren und oft mit einer überraschenden Auflösung aufwarteten. Allerdings schrieb er auch hier und da von sich selbst ab, so verwendete er beispielsweise die gleiche Geschichte für Kommissar Freytag: Damals in Leverkusen, Polizeifunk ruft: Vor der Verjährung und Der Alte: Die Angst des Apothekers.
Ferner schrieb er auch die Drehbücher für die jeweils 13-teiligen Fernsehserien Notarztwagen 7, Privatdetektiv Frank Kross, Autoverleih Pistulla und die 26-teilige Fernsehserie Fußballtrainer Wulff.
1985 erhielt er für seine Verdienste die Goldene Nadel der Dramatiker Union.